# Лейк (окръг, Мичиган)
Вижте пояснителната страница за други населени места с името Лейк.
Окръг Лейк (на английски: Lake County в превод езеро) е окръг в щата Мичиган, Съединени американски щати. Площта му е 1489 km², а населението - 11 333 души (2000). Административен център е село Балдуин.